# Windmühle Hoyerhagen
Die Windmühle Hoyerhagen, Dorfstraße 64, nördlich vom Zentrum Hoyerhagen in der niedersächsischen Samtgemeinde Grafschaft Hoya, stammt aus dem 19. Jahrhundert.

Sie wird für die Lagerung von Getreide genutzt.
Das Gebäude steht unter Denkmalschutz (siehe auch Liste der Baudenkmale in Hoyerhagen).

## Geschichte
Die Galerieholländer-Windmühle mit dem viergeschossigem oktogonalen verklinkerten Sockelgeschoss, dem dreigeschossigem holzverschindelten Oberteil sowie der erhaltenen Kappe mit Flügel und Windrose wurde 1866 für Heinrich zu Hingste erbaut. 

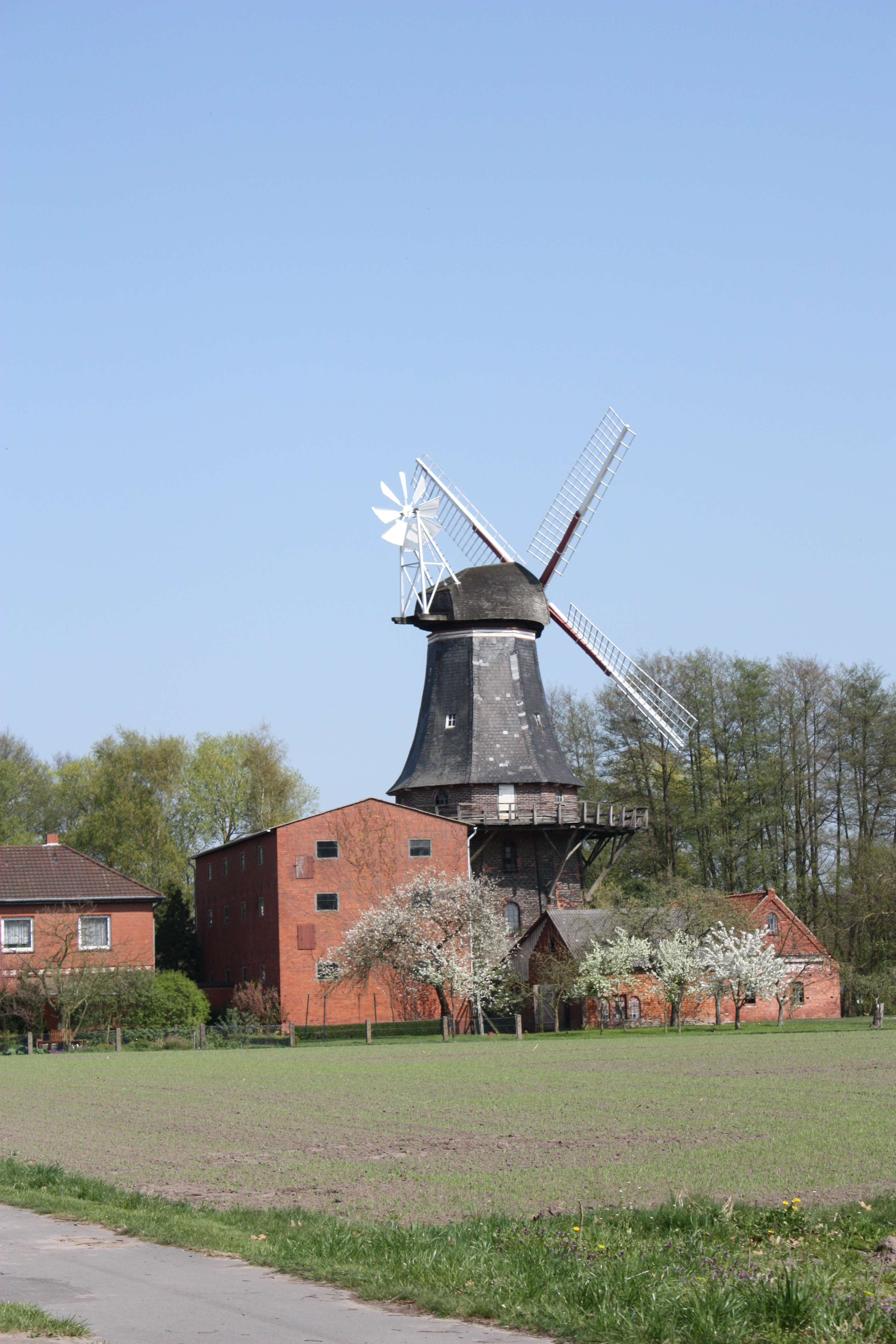
Südansicht

Sie kam 1893 in das Eigentum von Heinrich Dietrich Heitmann, dessen Enkel Horst Heitmann der Eigentümer der Mühle ist (Stand 2014). Er verpachtete sie 1972 an die Genossenschaft in Hilgermissen, die sie als Getreidesilo für die benachbarte Genossenschaftsmühle nutzt.
Sie ist 1983 saniert worden, betriebsbereit und kann besichtigt werden. Die Galerie wurde 2014 erneuert. Die Technik ist aber nur noch zum Teil vorhanden.
Die Windmühle ist im Wappen von Hoyerhagen enthalten.

Sie ist Station 28 der Niedersächsischen Mühlenstraße/Region zwischen Weser und Hunte.